# ژولیانو آپوستاتا
جولیانو آپوستاتا (انگلیسی: Giuliano l'Apostata) یک فیلم درام تاریخی ایتالیایی محصول ۱۹۱۹ به کارگردانی اوگو فالنا با بازی گیدو گراتزیوسی و ایلینا لئونیدوف است. داستان این فیلم در قرن چهارم اتفاق می‌افتد، این فیلم زندگی‌نامه‌ای دربارهٔ امپراتور روم ژولیان است که به دلیل رد مسیحیت به نام ژولیان مرتد شناخته می‌شود.